# Israel en los Juegos Olímpicos de Roma 1960
Israel estuvo representado en los Juegos Olímpicos de Roma 1960 por un total de 23 deportistas, 17 hombres  y 6 mujeres, que compitieron en 7 deportes.
El portador de la bandera en la ceremonia de apertura fue el atleta Gideon Ariel. El equipo olímpico israelí no obtuvo ninguna medalla en estos Juegos.